# Hòa Bình, Văn Quan
Hòa Bình là một xã thuộc huyện Văn Quan, tỉnh Lạng Sơn, Việt Nam.
Xã Hòa Bình có diện tích 23,06 km², dân số năm 1999 là 1.150 người, mật độ dân số đạt 50 người/km².
Theo thống kê năm 2019, xã Hòa Bình có diện tích 23,06 km², dân số là 1.205 người, mật độ dân số đạt 52 người/km².